# Icosandria

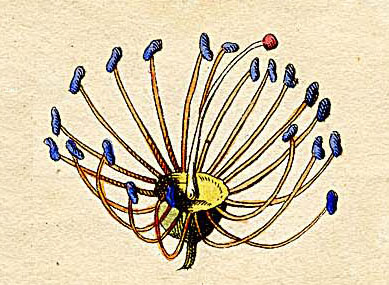
Icosandria

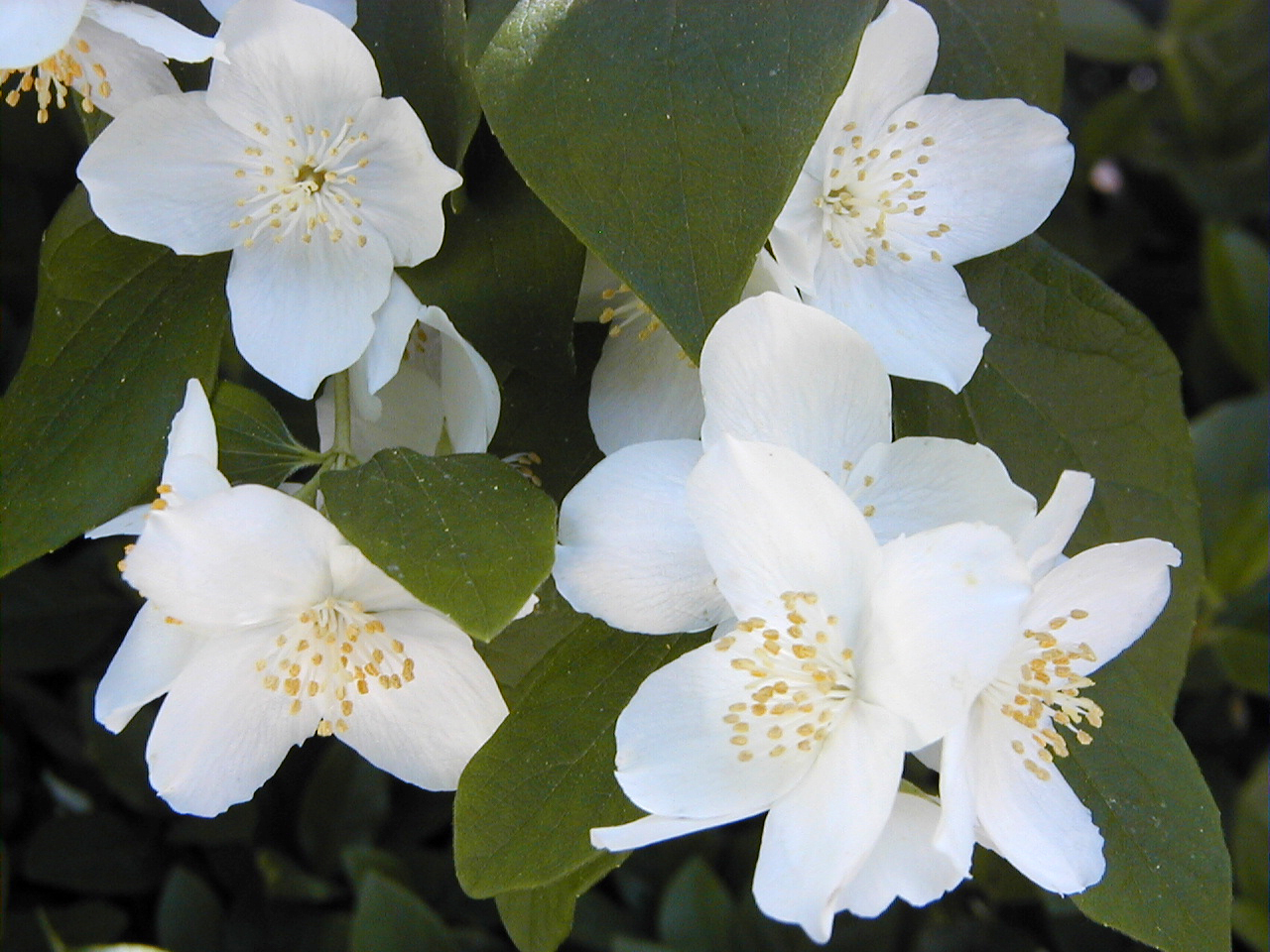
Philadelphus.

Em botânica, icosandria  é uma classe de plantas segundo o sistema de Linné.  Apresentam flores hermafroditas com vinte ou mais estames iguais inseridos no cálice.
As ordens e os gêneros que constituem esta classe são:
Ordem 1. Monogynia (com um pistilo)
Gêneros: Cactus, Philadelphus, Psidium, Eugenia, Myrtus, Punica, Amygdalus, Prunus
Ordem 2. Digynia  (com dois pistilos)
Gêneros: Crataegus
Ordem 3. Trigynia (com três pistilos) 
Gêneros: Sorbus
Ordem 4. Pentagynia (com cinco pistilos)
Gêneros: Mespilus, Pyrus, Tetragonia, Mesembryanthemum, Aizoon, Spiraea, Dalibarda
Ordem 5. Polygynia (com grande número de pistilos)
Gêneros: Rosa, Rubus, Fragaria, Potentilla, Tormentilla, Geum, Dryas, Comarum

## Ordem icosandria
No mesmo sistema de classificação, icosandria  é uma ordem da classe Polyadelphia.